# 德琵·雷諾
瑪麗·法蘭西絲·「德琵」·雷諾（英語：Mary Frances "Debbie" Reynolds，1932年4月1日—2016年12月28日），美國女演員，1952年擔演電影《萬花嬉春》女主角成名。一生中曾三度結婚，與著名藝人艾迪·費雪第一次婚姻裡所生的女兒嘉莉·費雪則以演出《星際大戰》系列著名。曾在第88屆奧斯卡金像獎獲得简·赫尔索特人道精神奖。

## 生平

### 早年
雷諾有英格蘭，蘇格蘭和愛爾蘭血統。

### 逝世
2016年12月23日，雷諾的女兒-—同時為演員與作家的嘉莉·費雪，在搭機由倫敦前往洛杉磯途中，突然心臟病發。耶誕節當天，雷諾曾發布費雪情況穩定的訊息。然而，費雪在12月27日病逝，享壽60歲。
翌日（12月28日），雷諾在兒子家中突然中風，因情況危急住進洛杉磯的錫安山醫學中心，並於當日午後過世。
雷諾遺屬包含其子陶德·費雪及外孫女比莉·洛爾德。陶德·費雪已對外確認死因為中風，並表示雷諾面對女兒的猝逝所帶來的壓力，可能是導致她中風的原因。報載「雷諾曾說，她相當思念女兒嘉莉，並想隨她而去」。

## 演出作品
- 《萬花嬉春》
- 《天與地》
- 《忽然囉囉攣》
- 《女巫一族系列作品》

## 外部連結
1. ↑  .   [2016-12-30]. （原始内容存档于2016-02-24）.
2. ↑  Itzkoff, Dave. . The New York Times. December 27, 2016  [December 27, 2016]. （原始内容存档于2021-01-20）.
3. ↑  The Associated Press. . CBC News. CBC. December 28, 2016  [December 28, 2016]. （原始内容存档于2020-11-08）.
4. ↑  Rubin, Joel. . LA Times (Los Angeles). December 28, 2016  [December 28, 2016]. （原始内容存档于2020-12-06）.
5. ↑  Dagan, Carmel. . Variety. Variety. December 28, 2016  [December 28, 2016]. （原始内容存档于2021-02-24）.
6. ↑  Dagan, Carmel. . Variety. Variety. December 28, 2016  [December 28, 2016]. （原始内容存档于2021-02-24）.
7. ↑  . The New York Times. December 29, 2016  [2016-12-29]. （原始内容存档于2021-02-10）.

- 德琵·雷諾在互联网电影资料库（IMDb）上的資料（英文）
- 互聯網百老匯資料庫（IBDB）上德琵·雷諾的資料（英文）
- 官方网站
- TCM电影资料库上德琵·雷諾的资料（英文）
- 在AllMovie上德琵·雷諾的頁面（英文）
- WorldCat 聯合目錄中德琵·雷諾的著作或與之相關的著作
- Debbie Reynolds' Hollywood Motion Picture Museum website （页面存档备份，存于）
- Debbie Reynolds （页面存档备份，存于） at TVGuide.com
- Radio appearance WSRQ "Big Band Files w/Doug Miles
- Photographs and literature （页面存档备份，存于）
- Debbie Reynolds at Emmys.com （页面存档备份，存于）